# Transiordania
Emiratul Transiordaniei (în limba arabă: إمارة شرق الأردن ʾImārat Sharq al-ʾUrdun) a fost un teritoriu care a aparținut Imperiului Otoman, care, după încheierea luptelor Primului Război Mondial a devenit parte a a mandatului britanic al Palestinei. În 1921, Transiordania a fost desprinsă din Palestina și a devenit autonomă din punct de vedere politic sub conducerea emirului as-Sharif Abdullah bin al-Husayn. Într-o telegramă  către Foreign Office, în care făcea un rezumat al rezultatelor conferinței de la San Remo, ministrul de externe George Curzon scria: „Granițele nu vor fi definite de tratatul de pace, ci trebui  determinate  mai târziu de către principalele puteri aliate”.
Când Samuel a organizat guvernul civil al teritoriilor sub mandat britanic la mijlocul deceniului al treilea, el a primit instrucțiuni clare din parte lui Curzon care stipulau faptul că în jurisdicția sa nu se află și Transiordania. După ocuparea de către francezi a Damascului în iulie 1920, aceștia, acționând în conformitate cu înțelegerile încheiate în timpul războiului cu aliații britanici, nu și-au extins controlul spre sud, în Transiordania. În toamna aceluiași an, fratele emirului Faisal, Abdulah, a organizat și condus un grup înarmat din Hedjaz în Transiordania. Abdulah amenința să atace Siria, revendicând drepturile dinastiei Hashemite asupra acestui teritoriu. Samuel a sesizat șansa care i se oferea pentru întărirea controlului britanic în regiune. În martie 1921, secretarul coloniilor, Winston Churchill, a vizitat Orientul Mijlociu și a susținut un plan prin care Transiordania era separată din teritoriul original al Palestinei, cu Abdulah numit emir sub autoritatea Înaltului Comisar, și în condițiile în care planurile pentru crearea unui cămin național evreiesc în Palestina să nu se aplice și în regiunea Transiordaniei. Prin această acțiune, teritoriul inițial al Palestinei a fost redus cu aproximativ 78%, lăsând ca prevederile Declarației Balfour să fie aplicate doar în restul de 22%. Transiordania a rămas sub controlul oficial al Ligii Națiunilor și sub administrație britanică până la obținerea independenței.

## Stăpânirea otomană
În timpul stăpânirii otomane, Transiordania nu a corespuns din punct de vedere teritorial, istoric sau cultural cu oricare formațiune existentă până la cucerirea ei de către turci. Cea mai mare parte a teritoriului făcea parte din vilayetul Siriei, iar regiunea sudică, cu ieșirea la Marea Roșie, a fost încorporată în provinciile Ma'an și Aqaba ale vilayetului Hejaz .
Populația trăitoare în regiunea traversată de Iordan erau legate prin numeroase legături culturale, lingvistice și religioase. Locuitorii de la nord de Iordan erau asociați în mod tradițional cu Siria, iar cei de pe cursul inferior cu locuitorii Peninsulei Arabice. 

## Mandatul britanic
Administrația britanică a Ierusalimului acoperea doar aria de la vest de Iordan, iar regiunea de est a fost condusă de „căpitanul” Ma’anului, Alex Kirkbride până la venirea lui Abdulah la putere în noiebrie 1920. Mandatul Palestinei avea prevederi clare care, pe de-o parte sprijinea emigrația evreiască la est de Iordan, iar pe de altă parte permitea britanicilor să amâne sau să oprească extinderea prevederilor privitoare la Căminul național evreiesc la vest de fluviu.
În august 1922, guvernul britanic a prezentat un memorandum Ligii Națiunilor prin care cerea aprobarea pentru excluderea Transiordaniei din toate planurile privind colonizarea evreilor. Planul britanic a fost aprobat de Liga Națiunilor pe 12 august. Din acest moment, britanicii au administrat partea de la vest de Iordan ca „Palestina”, iar partea de la est ca „Transiordania” . Din punct de vedere tehnic a rămas un mandat unic, dar majoritatea documentelor oficiale se refereau la ele ca la două mandate separate. În mai 1923, Transiordania a primit un anumit grad de independență, funcția de șef de stat fiind exercitată de Abdullah, iar cea de reprezentat al monarhiei britanice de Harry St. John Philby..
Transiordania a rămas sub controlul britanicilor până la semnarea tratatului anglo-transiordanian din 1928.  Transiordania a devenit independentă din punct de vedere oficial, dar britanicii au continuat să-și mențină prezența armată în țară și au exercitat controlul asupra politicii externe. De asemenea, britanicii controlau parțial finanțele regatului. Aspirațiile transiordanienilor nu au fost astfel satisfăcute în totalitate, ceea ce a dus la răspândirea nemulțumirilor în rândul cetățenilor regatului, reflectate în Congresul din 25 iulie 1928, primul de acest fel din țară, care a analizat prevederile tratatului bilateral și a propus un program politic de acțiune.
Frontierele Transiordaniei nu au fost trasate decât după intrarea în vigoare a Mandatului britanic. În răsărit, frontierele au fost gândite în așa fel încât să ajute la construirea petroductului din Irak, prin Transiordania, spre teritoriile palestiniene.

## Statalitatea și încheierea mandatului
Emirul Hashemit Abdullah, fiul cel mai în vârstă al lui Sharif Hussein, aliat al britanicilor în timpul răzoiului mondial, a proclamat monarh al Transiordaniei. Prevederile mandatului pentru Palestina au fost revizuite în decizia din 16 septembrie 1922, în care s-a precizat administrația separată pentru Transiordania. Guvernul teritoriului era subiect al mandatului și a fost format de emirul Abdullah, fratele regelui Faisal al Irakului. Regatul Unit a recunoscut independența Transiordaniei pe 15 mai 1923 și a cedat controlul asupra țării treptat către noile autorități, păstrând însă dreptul de supraveghere a problemelor financiare, militare și politicii externe. Proclamarea independenței Transiordaniei a avut un impact important asupra sionismului revizionist, care avea ca obiectiv formarea unui stat pe ambele maluri ale Iordaniei. Prin recunoașterea independenței Transiordaniei, teritoriul Palestinei și implicit cel destinat viitorului cămin național evreiesc a fost redus foarte mult.
Departamentul de Stat al SUA a considerat că statutul mandatului nu a fost alterat de înțelegerea dintre Regatul Unit și Emirat din 20 februarie 1928, prin care se recunoștea existența unui guvern independent în Transiordania și definea limitele atribuțiilor acestuia. Ratificarea acestei înțelegeri a fost făcută pe 31 octombrie 1929
În 1937, consulul general al SUA în Ierusalim a trimis un raport prin care informa Departamentul de Stat că muftiul Palestinei a refuzat să accepte împărțirea teritoriului și nu a recunoscut-o. Consulul raporta de asemenea că, în schimb, emirul Abdullah cerea urgentarea acceptării internaționale a înțelegerii ținând seama de realitățile locale, dar dorea modificarea frontierelor și administrația enclavei neutre .
În timpul negocierilor de la Ialta s-a subliniat că mandatele Ligii Națiunilor ar trebui plasate sub mandatul ONU. Agenția Evreiască a trimis un memoriu la Conferința de la San Francisco cerând asigurarea din partea marilor puteri că nici un acord de mandat ONU să nu contravină dreptului evreilor de întemeiere a unui stat propriu, drept garantat de Declarația Balfour și de Mandatul pentru Palestina. Conferința a respins în mod implicit cererea evreilor prin Articolul 80 al Cartei ONU, care stipula că mandatul organizației internaționale „ar putea” modifica un mandat. Istoricul negocierilor articolului sus-numit, așa cum este ea reflectată în documentele americane, indică că a fost dezvoltată ca o înțelegere de status quo cu privire la mandatul pentru Palestina. Forma finală a Articolului 80 a fost rezultatul insistențelor Ligii Arabe, care se temea de o eventuală relaxare a prevederilor Cărții Albe din 1939.
Atunci când Regatul Unit și-a anunțat intențiile pentru acordarea independenței Transiordaniei, Adunarea Generală a Ligii Națiunilor a adoptat o rezoluție de sprijinire a unei asemenea hotărâri. Agenția Evreiască și o serie de juriști au ridicat o serie de obiecțiuni. Duncan Hall a afirmat că fiecare mandat are natura unui tratat, iar în această calitate nu ar putea fi modificat unilateral.. John Marlowe a notat că în ciuda independenței Transiordaniei, conferită prin tratatul din 1946, englezii au continuat să se folosească pentru serviciile de poliție și de apărare a frontierei de Legiuniea Arabă, aflată din punct de vedere oficial sub comanda Transiordaniei, dar din punct de vedere preactic sub cea a Regatului Unit.. Purtătorul de cuvânt al Agenției Evreiești a spuis că Transiordania este parte integrantă a Palestinei, iar, în conformitate cu Articolul 80 din Carta ONU, poporul evreu are un interes legitim în acest teritoriu.
În 1948 a fost semnat Tratatul de la Londra și Transiordania a fost proclamată regat pe 25 mai 1946. Parlamentul l-a proclamat rege pe emir, iar numele oficial al regatului s-a schimbat din Emiratul Transiordaniei în „Regatul Hashemit al Transiordaniei”.
Tratatul anglo-american, cunoscut și sub numele „Convenția mandatului Palestinei”, permitea SUA să amâne orice acțiune unilaterală a britanicilor pentru terminarea mandatului. Proclamarea independenței Siriei și Libanului prevedea că „independența și suveranitatea Siriei și Libanului nu vor afecta situația juridică așa cum rezultă din actul mandatului. Această situație poate fi schimbată bineînțeles doar cu acordul Consiliului Ligii Națiunilor, cu încuviințarea guvernului Statelor Unite, unul dintre semnatarii Convenției franco-americane din 4 aprilie 1924”.
SUA au adoptat o poziție conform căreia o încetare formală a mandatului în ceea ce privește Transiordania ar fi trebuit să se bazeze pe precedentul stabilit de Mandatul francez al Siriei și Libanului. Aceasta ar fi însemnat că încetarea mandatului urma să fie recunoscută pe baza admiterii Transiordaniei în cadrul ONU ca stat pe deplin independent.. Mai mulți membri ai Congresului SUA au propus o rezoluție prin care se cerea reprezentanților SUA la ONUI să încerce să obțină amânarea statutului Transiordaniei până la stabilirea statutului Palestinei ca un întreg. Departamentul de Stat al SUA a primit și o scrisoare amplă cu argumente legale detaliate din partea rabinilor Jonah Wise și  Eliezer Silver, prin care se aduceau obiecțiuni la proclamarea independenței Transiordaniei. În 1947, SUA a comunicat guvernului britanic că nu va recunoaște Transiordania decât după luarea unei decizii de către Națiunile Unite în privința Palestinei.
În timpul deliberărilor din Adunarea Generală a ONU în problema Palestinei, au apărut propuneri ca anumite teritorii din Transiordania să fie incorporate în viitorul stat evreiesc. Cu câteva zile mai înainte de hotărârea de partajare a teritoriului din 29 noiembrie 1947, secretarul de stat Marshall nota că au existat luări de poziție numeroase în cadrul Comitetului ad-hoc cu privire la oportunitatea înglobării în statul evreiesc a Nagevului și a unei „ieșiri la Marea Roșie și a portului Aqaba”. El a scris ambasadorului Austin că Aqaba nu se află în Palestina și că în plus ar exista probleme de menținere a unor linii de comunicație către un port aflat în acea zonă.
Adunarea Generală a ONU a adoptat planul pentru statutul Palestinei prin care era acceptată încetarea mandatului cel târziu pe 1 august 1948.
Ambasadorul SUA în Arabia Saudită a raportat secretarului de stat Marshall că liderii saudit și transiordanian îi avertizaseră pe ceilalți membri ai Ligii Arabe în martie 1948 că împărțirea era o problemă civilă, iar statele arabe nu ar trebui să întreprindă vreo acțiune pe care Consiliul de Securitate ar fi putut să o interpreteze drept o agresiune
.
Cercetările unor istorici precum Benny Morris, Avi Shlaim, Ilan Pappe, Mary Wilson sau Eugene Rogan au subliniat faptul că între Abdullah și Yishuv a existat o înțelegere de compromis. Materialele de arhivă demonstrează că cele două părți au negociat o împărțire pașnică Palestinei între cele două tabere și că inițial ele s-au angajat să se supună rezoluției ONU. 
John Baggot Glubb, comandantul Legiunii Arabe, a scris că ministrul de externe britanic Ernest Bevin a dat undă verde Legiunii Arabe să ocupe teritoriul alocat statului arab. Premierul Transiordaniei a explicat  că Abdullah a primit sute de petiții din partea liderilor palestinieni prin care aceștia cereau protecție după retragerea forțelor britanice.  Eugene Rogan afirmă că aceste petiții ale locuitorilor din aproape toate orașele și satele palestiniene sunt păstrate în "The Hashemite Documents: The Papers of Abdullah bin al-Husayn, volume V: Palestine 1948 (Amman 1995)"
După încetarea mandatului, forțele armate ale Transiordaniei au intrat în Palestina. Consiliul de Securitate a aprobat o rezoluție susținută de SUA cu privire la numărul și dispunerea forțelor armate transiordaniene în Palestina. Ministrul de externe al Transiordaniei a atras atenția că nici ONU, nici SUA nu recunoscuseră în acel moment Transiordania, deși avuseseră la dispoziție un răgaz de aproape doi ani. În ciuda acestui fapt, a adăugat ministrul transiordanian, SUA au recunoscut statul evreiesc imediat, deși existau încă anumite probleme legale.
Abdullah a explicat Consiliului de Securitate motivele intrării forțelor sale armate în Palestina spunând „noi suntem obligați să intrăm în Palestina să-i apărăm pe arabii neînarmați împotriva masacrelor similare celui de la Deir Yasin."
După ocuparea Cisiordaniei în timpul războiului din 1948 -1949 cu Israelul, Abdullah și-a luat titlul de Rege al Iordaniei și a schimbat numele țării în Regatul Hashemit al Iordaniei în aprilie 1949. În anul următor, el a anexat Cisiordania.
Statele Unite au extins recunoașterea de jure a guvernelor Transiordaniei și Israelului în aceeași zi, 31 ianuarie 1949. Istoricul Clea Lutz Bunch consideră că această decizie a fost rezultatul poziției președintelui Harry S. Truman, care a dorit o politică echilibrată între Israel și moderata Transiordanie, extinzând recunoașterea celor două state în mod simultan. În opinia președintelui american, cele două state ar fi fost legate inevitabil ca două state surori emergente: unul dintre ele servea ca refugiu pentru evrei, iar cealaltă urma să absoarbă arabii palestinieni strămutați de colonizarea evreiască. În plus, președintele Truman era informat cu privire al înțelegerea dintre liderii Agenției evreiești și regele Abdullah I al Iordaniei,
În 1978, Departamentul de Stat la SUA a publicat memorandumul conversației din 5 iunie 1950 dintre Stuart W. Rockwell  din „Biroul afacerilor Africii și Orientului Apropiat” și Abdel Monem Rifai, consilier al legației Iordaniei. Rifai a întrebat când vor recunoaște SUA uniunea dintre Palestina arabă și Iordania, la care Rockwell a explicat că poziția Departamentului de Stat este aceea că SUA nu are obiceiul să emită o recunoaștere oficială a fiecărei modificări teritoriale a unui stat străin. Unirea Palestinei arabe cu Iordania se făcuse ca urmare a voinței poporului și SUA accepta faptul că suveranitatea Iordaniei s-a extins într-o nouă zonă, a adăugat Rockwell. Consilierul Rafai a exprimat mulțumirea iordanienilor fața de această recunoaștere de facto a unirii.
Iordania a fost admisă ca stat membru al Organizației Națiunilor Unite pe 15 decembrie 1955.